# 김기남 (배우)
김기남(1982년 7월 27일 ~ )은 대한민국의 배우이다.

## 출연작

### 영화
- 《창애 짐승 잡는 덫》 (2021년) - 광인 역
- 《잔칫날》 (2020년) - 별난 아저씨 역 (까메오)
- 《마이 블랙 미니드레스》 (2011년) - 남동창 1 역
- 《대한민국 1%》 (2010년) - 2소대 3팀 역
- 《도레미파솔라시도》 (2010년) - 덕팔 무리 3 역
- 《베트남 처녀와 결혼하세요》 (2004년) - 기남 역
- 《굳세어라 금순아》 (2002년)

### 드라마
- 《신성한, 이혼》 (2023년, JTBC) - 참교육TV 유튜버 역 (특별출연)
- 《키스 식스 센스》 (2022년, 디즈니+) - 경찰 역
- 《크레이지 러브》 (2022년, KBS2) - 공희철 역
- 《나의 아저씨, 꼰대희》 (2021년, 웹드라마)
- 《나빌레라》 (2021년, tvN) - 박정서 역
- 《낮과 밤》 (2020년, tvN) - 노PD 역
- 《청일전자 미쓰리》 (2019년, tvN) - 명인호 역
- 《보이스 3》 (2019년, OCN) - 양춘병 역
- 《일단 뜨겁게 청소하라》 (2018년, JTBC) - 김 비서 역
- 《보이스 2》 (2018년, OCN) - 양춘병 역
- 《우리가 만난 기적》 (2018년, KBS2) - 박수무당 역
- 《나쁜 녀석들 : 악의 도시》 (2018년, OCN)
- 《슬기로운 감빵생활》 (2017년, tvN) - 최현우 역
- 《부암동 복수자들》 (2017년, tvN)
- 《블랙》 (2017년, OCN) - 오만수의 비서 역
- 《크리미널 마인드》 (2017년, tvN)
- 《조작》 (2017년, SBS) - 이병관 역
- 《수상한 파트너》 (2017년, SBS)
- 《미씽나인》 (2017년, MBC) - 임병주 역
- 《내성적인 보스》 (2017년, tvN)
- 《쓸쓸하고 찬란하神 - 도깨비》 (2016년, tvN)
- 《38사기동대》 (2016년, OCN)
- 《또! 오해영》 (2016년, tvN)
- 《장사의 신 - 객주 2015》 (2015년, KBS2) - 보부상 역